# واتولیادا
واتولیادا (به لاتین: Watuliyadda) یک منطقهٔ مسکونی در سری‌لانکا است که در استان مرکزی (سری‌لانکا) واقع شده‌است.